# Raúl (historietista)
Raúl Fernández Calleja, que firma como Raúl, es un historietista e ilustrador español, nacido en 1960.
Trabajó para las revistas Cairo, Complot! y Madriz. 
Tras la crisis del medio, sus ilustraciones se han publicado en diarios como El País, La Razón o La Vanguardia. Con el guionista Felipe Hernández Cava realizó la historieta Vendrán por Swinemünde (1988) y el álbum Ventanas a Occidente (Amok, 1993).  

## Valoración crítica
Entre sus virtudes, se destaca "su búsqueda del color reconstruido sobre el pentimento ideal", "su uso del encuadre como suma de lo aprendido" y "su teoría del montaje final por plancha".